# Cantó de Rillieux-la-Pape
El cantó de Rillieux-la-Pape és un antic cantó francès del departament del Roine, situat al districte de Lió. Té 3 municipis i el cap és Rillieux-la-Pape. Va existir de 1969 a 2014.

## Municipis
- Rillieux-la-Pape
- Sathonay-Camp
- Sathonay-Village

| Data d'elecció | Identitat        | Partit                    | Qualitat |
| -------------- | ---------------- | ------------------------- | -------- |
| 1969-1973      | Marcel André     | Divers droite, després PS |          |
| 1973-1985      | Michel Brosset   | PS                        |          |
| 1985-1997      | Marcel André     | UDF                       |          |
| 1997-2014      | Renaud Gauquelin | PS                        |          |